# Luis de Benavides Carrillo

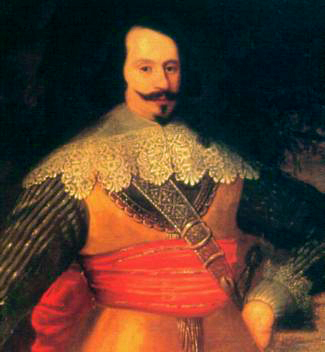
Marqués de Caracena, Anonym, 1636

Luis Francisco de Benavides Carrillo de Toledo, Marqués de Caracena, Marqués de Frómista (* 20. September 1608 in Valencia; † 6. Januar 1668 in Madrid) war ein spanischer General und Politiker. Von 1659 bis 1664 war er Statthalter der habsburgischen Niederlande.

## Biografie
Luis Francisco de Benavides Carrillo war der Sohn von Juan de Benavides y Cortés, Marqués de Fromista, und Ana de Carrillo y Toledo, Erb-Marquésa de Caracena. Er machte Karriere in der Armee während der vielen Kriege in Italien und Flandern zwischen 1629 und 1659.
Von 1648 bis 1656 war er Gouverneur von Mailand. 1652 eroberte er zusammen mit mantuanischen Truppen unter Camillo Gonzaga die Festung Casale Monferrato. Nach der Niederlage Juan José de Austrias in der Schlacht in den Dünen (1658), wurde Caracena als sein Nachfolger nominiert. Nach dem Abschluss des Pyrenäenfriedens sah Spanien eine Zeit relativen Friedens. Trotz dieser Tatsache war das Regieren für Caracena nicht einfach, da die verschiedenen Kriege den Staat mittlerweile an den Rand des Bankrotts gedrängt hatten.
1664 kehrte er nach Spanien zurück, um das Kommando über den Restaurationskrieg gegen Portugal zu übernehmen, der nach einer Reihe von militärischen Rückschlägen, zuletzt nach der Niederlage 1663 in der Schlacht von Ameixial in der Nähe von Estremoz desselben Juan José de Austria. Caracenas Befehlsgewalt über die spanischen Streitkräfte in Portugal währte nur kurz; er wurde entscheidend durch António Luís de Meneses in der Schlacht von Montes Claros am 16. Juni 1665 besiegt, wodurch der Restaurationskrieg faktisch zugunsten der Portugiesen beendet wurde.
Nach der Niederlage wurde Caracena wegen Hochverrat und Feigheit angeklagt. Er verteidigte sich mit der Behauptung, die Niederlage sei auf den schlechten Zustand der spanischen Armee, die Intrigen am spanischen Hof und den Mangel an Geld zurückzuführen. Er wurde von der spanischen Krone nicht mehr für militärische Aufgaben berücksichtigt und starb gut zwei Jahre später (1668) an einer Krankheit.

## Ehe und Familie
Luis Francisco de Benavides Carrillo heiratete Catalina Ponce de León Cérdoba de Aragón, Tochter von Rodrigo Ponce de León y Álvarez de Toledo, 4. Duque de Arcos, Vizekönig von Valencia (1653–1645) und Vizekönig von Neapel (1646–1648), und Ana Francisca Fernández de Aragón y Cardona. Das Paar hatte zwei Töchter:
- Ana Antonia de Benavides Ponce de León, 4. Marquesa de Caracena († 1707), ⚭ Gaspar Téllez-Girón y Benavides (1625–1694), 5. Duque de Osuna, Gouverneur von Mailand 1670–1674
- Maria de Benavides Ponce de León ; ⚭ Luis de Moscoso Osorio Mesía de Guzman Mendoza y Rojas, 8. Conde de Altamira, 1688–1691 Vizekönig von Valencia